# گورستان بازیگه چاک
گورستان بازیگه چاک در شهرستان رودسر، بخش رحیم آباد، روستای تکامجان واقع شده و این اثر در تاریخ ۲ بهمن ۱۳۸۲ با شمارهٔ ثبت ۱۰۷۳۵ به‌عنوان یکی از آثار ملی ایران به ثبت رسیده است.